# Coelogyne raizadae
Coelogyne raizadae é uma espécie de orquídea epífita, família Orchidaceae, que habita do Himalaia central ao centro sul da China, Assam, Nepal e Laos.